# Jesse Garon
Jesse Garon, né le 1er août 1962 à La Rochelle en Charente-Maritime, est un musicien français, auteur-compositeur-interprète multi-instrumentiste de blues, country et rock 'n' roll. De son vrai nom Bruno Fumard, il a choisi pour pseudonyme les prénoms du frère jumeau, mort à la naissance d'Elvis Presley : Jesse Garon Presley.

## Biographie

### Famille
Jesse Garon est d'origine corse et italienne par son père, et charentaise par sa mère.

### Jeunesse
À l'âge de neuf ans, il chante des negro spirituals avec la chorale de son église. A quinze ans, il découvre le boogie-woogie et le rock 'n' roll sur de vieux disques d'Elvis Presley. Il arrête le lycée à l'âge de quinze ans en classe de seconde et enchaîne les petits boulots : ramoneur, photographe, déménageur et laveur de vitres.

### Chanteur
À l'âge de 16 ans, Jesse Garon chante pour la première fois en public lors de la foire exposition de La Rochelle.
Il se fait connaître en 1983 avec C'est lundi, Lucky dom dom, puis Nous deux (1984), Le Prince du rock'n'roll (1986), Elle n'a pas dit oui (1993), Je suis un bohème (2004) et est toujours[Quand ?] présent sur scène.
Il est également poète, artiste-peintre, enlumineur et calligraphe.
Il a suivi une formation de naturopathie au Collège des médecines douces du Québec.

## Discographie
- Jesse Garon et l'âge d'or (Polydor 1984)
- Hommage - Jesse Garon (Polydor 1985)
- Prince du Rock 'n' Roll (Polydor 1986)
- Être Jeune (Polydor 1988)
- Complèt'ment Chiffré (A/B 1993)
- Best Of Jesse Garon (Choice Of Music 2002)
- Je Crois En La Vie (Sony Music FGL 2004)
- D'un Commun Accord (Sony Music 2006)
- Le Coffret : Jesse Garon - L'essentiel du Prince du Rock 'n' Roll  (FGL 2010)
- Jesse Garon Live : Rock’n’roll aux Issambres (Naïve 2012)

## DVD
- Jesse Garon Hillbilly French Cat (FCLP  2005)
- Big Beat Story Volume 2 (BBR  2011 - participatif)

## Filmographie
- A nous les garçons (Michel Lang – 1985)
- La nuit du clown (François Chayé – 1994)